# Zeuhl
Zeuhl è un sottogenere del rock progressivo originato dalla band francese Magma. Il termine che gli dà il nome è un aggettivo in kobaiano, lingua artificiale ideata da Christian Vander, il batterista e fondatore dello stesso gruppo.
Si pronuncia [ʣøːl]; la z è sonora come nell'italiano zona, eu è come nel francese fleur, la h allunga la eu: insieme totalizzano "una sillaba e mezza".
La parola "Zeuhl" significa celestiale, anche se spesso il termine viene interpretato come "musica celestiale", dato che i componenti dei Magma descrivono il loro genere musicale come Zeuhl e Zeuhl Wortz significa "musica della potenza universale".
Questo genere musicale è eseguito soprattutto da gruppi francesi, come gli Weidorje, gli Zao, gli Eskaton, gli Heldon, gli Shub Niggurath ed altri. Altre band che sono direttamente o indirettamente collegate allo Zeuhl sono i Ruins (Giappone), i Lagger Blues Machine (Belgio), gli Univers Zero (Belgio), gli Art Zoyd (Francia), i Dün (Francia), i Kultivator (Svezia), i Runaway Totem (Italia), gli Universal Totem Orchestra (Italia) ed altri.
Lo Zeuhl è un mix di generi musicali come il neoclassicismo, il romanticismo, il modernismo e la fusion. Gli elementi comuni sono una sensazione oppressiva o disciplinata, ritmi di marcia, bassi pulsanti, pianoforte etereo o piano elettrico ed ottoni.